# Lutjanus semicinctus
Lutjanus semicinctus is een straalvinnige vis uit de familie van snappers (Lutjanidae) en behoort derhalve tot de orde van baarsachtigen (Perciformes). De vis kan een lengte bereiken van 35 centimeter. 

## Leefomgeving
Lutjanus semicinctus is een zoutwatervis. De vis prefereert een tropisch klimaat en leeft hoofdzakelijk in de Grote Oceaan. De diepteverspreiding is 10 tot 36 meter onder het wateroppervlak. 

## Relatie tot de mens
Lutjanus semicinctus is voor de visserij van beperkt commercieel belang. In de hengelsport wordt er weinig op de vis gejaagd. 